# Геррио, Жоэль
Жоэль Геррио (фр. Joël Guerriau) — французский политик, сенатор от департамента Атлантическая Луара.

## Биография
Жоэль Геррио родился 9 ноября 1957 года в городе Юканж (департамент Мозель). Окончил университет Париж-1 Пантеон. Работал в банковском секторе, с сентября 2005 года по сентябрь 2011 года был генеральным директором Национальной федерации сберегательных касс, с 2008 по 2011 годы одновременно был вице-президентом Всемирного института сберегательных касс.
Политическую карьеру Жоэль Геррио начал в 1995 году, когда он был избран мэром Сен-Себастьян-сюр-Луар, одного из крупнейших городов-спутников Нанта. В 2001, 2008 и 2014 году он с большим преимуществом снова выигрывал муниципальные выборы в этом городе. С 1998 по 2014 годы был вице-президентом метрополии Нант и сопредседателем группы правых и центристов в этом сообществе, объединяющем Нант и его пригороды.
В 1996 году Жоэль Геррио был избран членом Генерального совета департамента Атлантическая Луара от кантона Нант-10, основу которого составлял город Сен-Себастьян-сюр-Луар. В Генеральный совет он переизбирался ещё дважды, в 2001 и 2008 годах; с 2001 по 2004 годы был вице-президентом этого совета, отвечал за международное сотрудничество департамента в экономических, экологических и социальных проектах.
Национальный секретарь партии Новый центр по вопросам сотрудничества и один из основателей партии Союз демократов и независимых в 2012 году, был президентом отделения партии в департаменте Атлантическая Луара.
В 2011 году на выборах в Сенат в департаменте Атлантическая Луара возглавил список центристов, который занял третье место и завоевал одно из пяти мест, полагающихся департаменту. Как лидер списка, Жоэль Геррио получил мандат сенатора. В Сенате он вошёл в правоцентристскую фракцию и стал заместителем председателя комиссии по иностранным делам, обороне и вооруженным силам. Является председателем группы сотрудничества Франции и Шри-Ланки, членом группы «Франция – Северная Европа», заместителем председателя Комиссии по расследованию бегства капитала и активов из Франции.
В сентябре 2017 года Жоэль Геррио вновь возглавил центристский блок на выборах в Сенат в департаменте Атлантическая Луара и сохранил мандат сенатора.
В ноябре 2023 года Жоэль Геррио был арестован в своем парижском доме и взят под стражу судебной полицией после жалобы парламентария, обвиняющего его в том, что он накачал её наркотиками без её ведома. Жоэль Геррио договорился о встрече у себя дома с членом парламента, с которым поддерживал дружеские связи. Депутат почувствовал бы себя плохо и поспешно покинул бы место происшествия. Немедленно госпитализированная для прохождения обследования, ей были взяты пробы, анализ которых показал наличие в её организме экстази. В ходе обысков в доме Жоэля Геррио был обнаружен экстази. Жоэль Геррио попал в заголовки газет в декабре 2016 года, опубликовав свой пенис в твите, отвечая сенатору Бруно Ретейло. Он заявил о пиратстве.

## Занимаемые выборные должности
19.06.1995 — 09.10.2017 — мэр города Сен-Себастьян-сюр-Луар 

03.1996 — 18.10.2011 — член Генерального совета департамента Атлантическая Луара от кантона Нант-10 

03.2001 — 03.2004 — вице-президент Генерального совета департамента Атлантическая Луара 

с 25.09.2011 — сенатор от департамента Атлантическая Луара